# Kîslîțke, Tomașpil
Kîslîțke (în ucraineană Кислицьке) este o comună în raionul Tomașpil, regiunea Vinnița, Ucraina, formată numai din satul de reședință.

## Demografie
Componența lingvistică a satului Kîslîțke
     Ucraineană (98,68%)
     Alte limbi (0,79%)
Conform recensământului din 2001, majoritatea populației satului Kîslîțke era vorbitoare de ucraineană (98,68%), existând în minoritate și vorbitori de alte limbi.